# Давіде Нікола
Давіде Нікола (італ. Davide Nicola, нар. 5 березня 1973, Лузерна-Сан-Джованні) — італійський футболіст, що грав на позиції захисника. По завершенні ігрової кар'єри — тренер, останнім місцем роботи якого був «Торіно».

## Ігрова кар'єра
Народився 5 березня 1973 року в місті Лузерна-Сан-Джованні. Вихованець футбольної школи клубу «Дженоа». 1992 року почав включатися до заявки основної команди клубу, проте перший досвід у дорослому футболі здобував, граючи на умовах оренди за «Андрію» та «Анкону» протягом 1993–1995 років.
1995 року повернувся до «Дженоа», де став гравцем основного складу і грав до 2002 року з перервою на оренду до «Пескари» в сезоні 1998/99.
Згодом змінив ще низку команд, здебільшого представників Серії B. Свій єдиний досвід виступів у Серії A здобув у сезоні 2004/05, в якому провів 15 матчів у найвищому дивізіоні, граючи за «Сієну» на умовах оренди з «Тернани».
Завершував ігрову кар'єру у команді «Лумеццане» з третього італійського дивізіону, за яку виступав протягом 2008—2010 років.

## Кар'єра тренера
Завершивши виступи на футбольному полі 2010 року, залишився у клубній структурі «Лумеццане», очоливши тренерський штаб команди, яка під його керівництвом провела два доволі успішні сезони у Лега Про Пріма Дівізіоне, третій лізі італійського футболу.
Успіхи молодого тренера не залишилися непоміченими і вже 2012 року він отримав запрошення очолити команду друголігового «Ліворно». Із першої ж спроби за результатами сезону 2012/13 вивів команду до Серії A. Початок сезону 2103/14, який для клубу з Ліворно був першим в елітному дивізіоні з 1940-х років, був дуже невдалим, і в січні 2014 року, після 19 турів першості, в яких команда Ніколи  набрала лише 13 очок і йшла на останньому місці, тренера було звільнено. Його наступник на посаді Доменіко Ді Карло не зумів кардинально покращити результати «Ліворно», і наприкінці сезону Нікола повернувся на тренерський місток команди, яка при ньому програла в останніх чотирьох турах чемпіонату, так й не зумівши піднятися бодай на передостанній рядок турнірної таблиці.
Згодом з листопада 2014 по грудень 2015 року знову працював у другому дивізіоні, очолюючи тренерський штаб «Барі». А влітку 2016 року отримав свій другий шанс попрацювати на рівні елітного італійського дивізіону, очоливши команду абсолютного дебютанта Серії A «Кротоне». У першому в історії клубу сезоні в еліті Нікола зумів утримати за нею місце в найвищому дивізіоні. Утім наступного сезону команда дебютувала значно слабше, і після 15 турів чемпіонату, в яких було здобуто по три перемоги і нічиї, тренер її залишив. 
Протягом частини сезону 2018/19 очолював команду «Удінезе», а протягом другої половини наступного сезону тренував «Дженоа».
19 січня 2021 року змінив Марко Джампаоло на тренерському містку «Торіно». Під його керівництвом команда здобула лише 5 перемог у 20 іграх і ледь зберегла за собою місце у найвищому італійському дивізіоні. Після цього клуб вирішив не подовжувати співпрацю з Давіде, натомість запросивши на позицію головного тренера хорватського спеціаліста Івана Юрича.

### Тренерська статистика
Станом на 19 серпня 2021 року
| Клуб        | Країна | З                 | По              | Статистика | Статистика | Статистика | Статистика | Статистика | Статистика | Статистика | Статистика |
| Клуб        | Країна | З                 | По              | І          | В          | Н          | П          | Г+         | Г-         | РГ         | % В        |
| ----------- | ------ | ----------------- | --------------- | ---------- | ---------- | ---------- | ---------- | ---------- | ---------- | ---------- | ---------- |
| «Лумеццане» | Італія | 13 липня 2010     | 6 червня 2012   | 77         | 28         | 20         | 29         | 78         | 80         | −2         | 36,36      |
| «Ліворно»   | Італія | 6 червня 2012     | 13 січня 2014   | 69         | 29         | 18         | 22         | 103        | 87         | +16        | 42,03      |
| «Ліворно»   | Італія | 19 квітня 2014    | 30 червня 2014  | 4          | 0          | 0          | 4          | 3          | 10         | −7         | 00.00      |
| «Барі»      | Італія | 17 листопада 2014 | 31 грудня 2015  | 50         | 20         | 13         | 17         | 53         | 53         | +0         | 40,00      |
| «Кротоне»   | Італія | 1 липня 2016      | 6 грудня 2017   | 56         | 13         | 10         | 33         | 48         | 92         | −44        | 23,21      |
| «Удінезе»   | Італія | 13 листопада 2018 | 20 березня 2019 | 15         | 4          | 4          | 7          | 13         | 22         | −9         | 26,67      |
| «Дженоа»    | Італія | 28 грудня 2019    | 26 серпня 2020  | 22         | 8          | 5          | 9          | 31         | 39         | −8         | 36,36      |
| «Торіно»    | Італія | 19 січня 2021     | 30 червня 2021  | 20         | 5          | 9          | 6          | 24         | 34         | −10        | 25,00      |
| Разом       | Разом  | Разом             | Разом           | 313        | 107        | 79         | 127        | 353        | 417        | —          | 34,19      |